# Петропавловские лиманы
Петропа́вловские лима́ны — ландшафтный заказник общегосударственного значения в Украине. Объект природно-заповедного фонда Украины в Днепропетровской области.

## Описание
Заказник расположен в пределах Петропавловского района Днепропетровской области, поблизости от сёл Кохановка, Брагиновка, Самарское, Петровка, Николаевка и пгт. Петропавловка.
Занимает площадь 4193 га. По своим размерам является одним из крупнейших заказников степного Поднепровья Украины. Статус предоставлен в соответствии с Указом Президента Украины от 12.09.2005 № 1238/2005. Находится в ведении Павлоградского гослесхоза, Петропавловской райгосадминистрации. Заказник охраняется как национальное достояние, относительно которого устанавливается особый режим охраны, воспроизводства и использования.

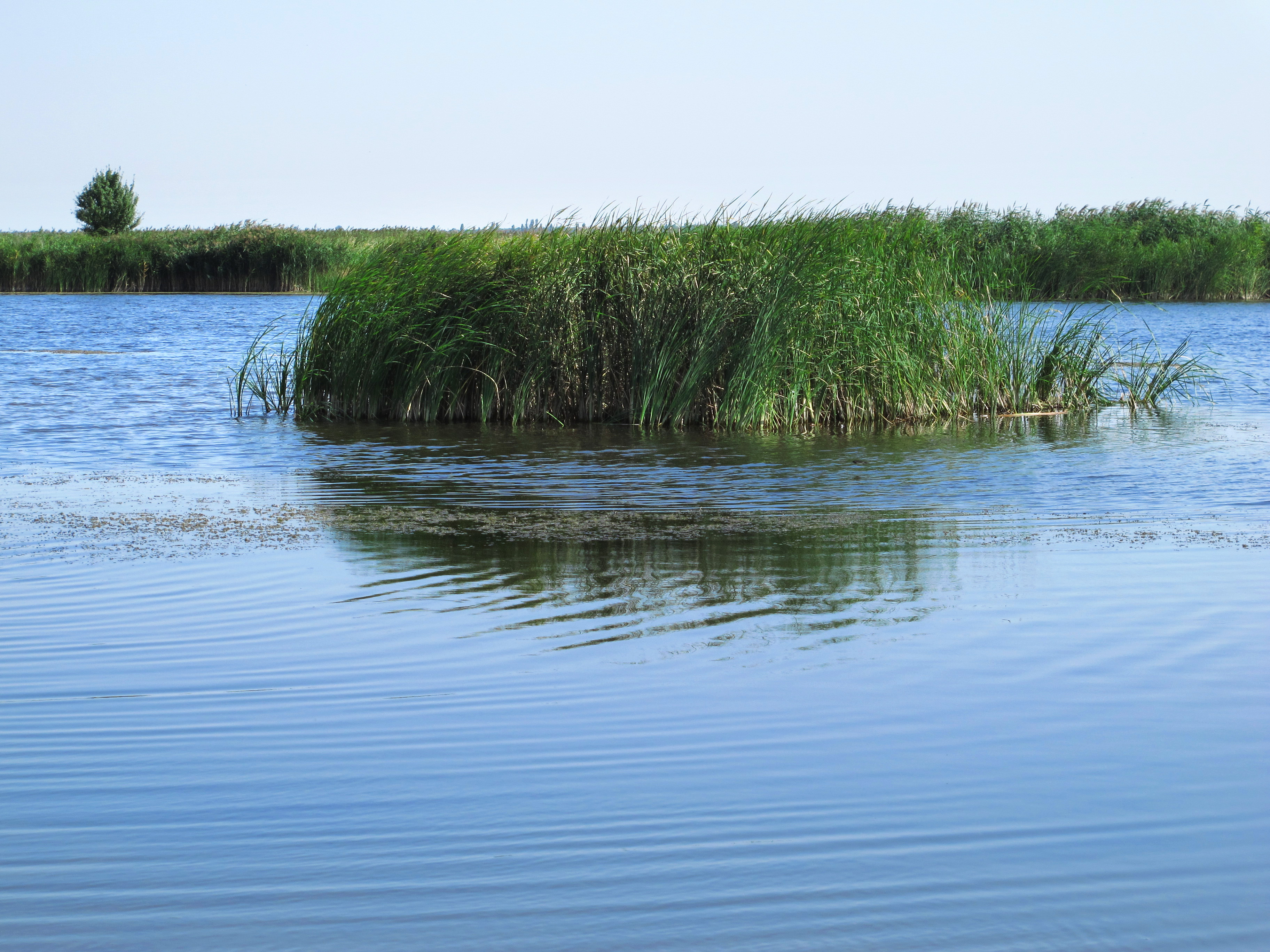
Островок на одном из лиманов Самары

Статус предоставлен для сохранения ценных природных комплексов в пойме реки Самары с типичной луговой и солончаковой растительностью. Место концентрации водно-болотных птиц. Заказник достаточно полно представляет весь ландшафтный комплекс, флору и фауну долины реки Самары в среднем её течении. Долина на этом участке заказника, который простирается от с. Хорошее к с. Николаевка Петропавловского района, не дифференцирована на чёткие террасы, как это имеет ниже по течению реки, начиная от Павлограда. На более высоком правом берегу реки, можно увидеть уникальную флору степей. В этой местности представлен восточный их тип с присутствием некоторых видов растений, характерных для более континентальных степей восточного типа, распространенных в Донецкой области.
К заказнику примыкает заказник Марьина роща. Таким образом в Петропавловском районе образована природная территория состоящая из двух ландшафтных заказников, которые в своём комплексе создают непрерывную целостную с точки зори природных экосистем заповедную зону, общей длиной более 40 км вдоль долины и русла Самары и устья её левого притока реки Бык.

### Территории природно-заповедного фонда в составе заказника «Петропавловские лиманы»
В состав территории заказника «Петропавловские лиманы» входят такие объекты ПЗФ Украины:
- Орнитологический заказник местного значения «Пойма реки Самара»[3].

Нередко, объявлению заказника предшествует создание одного или нескольких объектов природно-заповедного фонда местного значения. В результате, большой заказник фактически поглощает ранее созданные объекты ПЗФ. Однако их статус обычно сохраняют. В 1990 году, как особо ценный участок заливных лугов и травянистых болот в среднем течении реки Самары (возле с. Зелёный Гай), был создан орнитологический заказник «Пойма реки Самара». Этот объект важен для гнездования таких редких птиц как лебеди, шилоклювки, ходулочники и других водно-болотных видов. В 2005 году земли заказника вошли в территории создаваемого большого общегосударственного заказника «Петропавловские лиманы», но как заказник местного значения, не был не снят с официального учёта и формально остаётся в реестре объектов природно-заповедного фонда области.